# ジャンプ!ジャンプ!ジャンプ!
『ジャンプ!ジャンプ!ジャンプ!』は、ライジングプロダクション制作の音楽番組。2007年10月から2008年3月まで、テレビ神奈川（tvk）を制作局として首都圏トライアングルの3局で放映された。

## 番組内容

### Jumpアーティスト
ゲストトーク。（ゲストは必ず、ヴィジョンファクトリー、エイベックス、ポニーキャニオンのいずれかの所属アーティストである。なお、エイベックスとポニーキャニオンは、ヴィジョンファクトリー所属アーティストのほとんどがこのどちらかに所属しており、番組スポンサーでもある。）

### オグトシのプリンスファクトリー
スタイリストの小椋ケンイチとto4∞（「としや」と読む）が男性（JUMPプリンス）をプロデュースし、タレントの育成をする。

### Jumpフォーカス
ヴィジョンファクトリー所属のw-inds.とLeadの最新情報などを紹介する。

### Jumpミニシアター
「VISION CAST」（ヴィジョンファクトリーが運営する携帯動画サイト）の動画を毎回1本紹介する。

## 出演
- 橘美緒
- キャン×キャン
- 小椋ケンイチ
- to4∞

## ネット局
| 放送対象地域 | 放送局              | 系列   | 放送曜日・放送時間       | 放送期間               |
| ------------ | ------------------- | ------ | ------------------------ | ---------------------- |
| 神奈川県     | tvk（本番組制作局） | 独立局 | 毎週火曜日 23:00 - 23:30 | 2007年10月 - 2008年3月 |
| 埼玉県       | テレ玉              | 独立局 | 毎週木曜日 24:30 - 25:00 | 2007年10月 - 2008年3月 |
| 千葉県       | チバテレビ          | 独立局 | 毎週木曜日 24:00 - 24:30 | 2007年10月 - 2008年3月 |

## スタッフ
- プロデューサー 天下井隆二
- チーフディレクター 西田俊憲